# Santo Amaro
Santo Amaro este un oraș în statul Bahia (BA) din Brazilia.